# Portulaca brevifolia
Portulaca brevifolia är en portlakväxtart som beskrevs av Ignatz Urban. Portulaca brevifolia ingår i släktet portlaker, och familjen portlakväxter. Inga underarter finns listade i Catalogue of Life.